# Brzostów
Brzostów is een plaats in het Poolse district  Jarociński, woiwodschap Groot-Polen. De plaats maakt deel uit van de gemeente Jaraczewo en telt 258 inwoners.